# Crazy Mama
Crazy Mama je americký hraný film z roku 1975. Natočil jej režisér Jonathan Demme podle scénáře Roberta Thoma (ten vycházel z příběhu, jehož autorkou byla Frances Doel). Producentkou snímku byla Julie Corman a hudbu k němu nahrála kapela Snotty Scotty & the Hankies. Hlavní roli ve filmu ztvárnila Cloris Leachman, dále zde hráli například Bill Paxton (jeho vůbec první filmová role), Stuart Whitman, Sally Kirkland a Ann Sothern. Dne 17. prosince 2010 byl snímek vydán na DVD společností Shout! Factory.